# Société de la morale chrétienne
La Société de la morale chrétienne fut fondée en France le 19 novembre 1821. Elle se proposait de mettre en œuvre les préceptes du Christianisme dans la vie sociale. Ses membres s'engagèrent dans l'abolition de la traite des Noirs, l'amélioration des conditions d'incarcération ou bien encore l'aide aux réfugiés. Tocqueville, Thiers et Lamartine notamment en firent partie.  
En 1831, les membres de la Société, très influents, poussèrent le ministère Laffitte à interdire la Traite négrière : Loi du 4 mars 1831. La Société française pour l'abolition de l'esclavage a pris le relais en 1834. Particulièrement active entre 1822 et 1827, elle fut dissoute en 1860. 

## Historique
Au printemps 1821 des partisans Français de l'abolition de l'esclavage dont l'abbé Grégoire et le marquis de La Fayette, incités par les activistes britanniques, songent à créer en France une association contre le trafic d'esclaves, mais le passé de régicide de l'abbé Grégoire ne permit pas la concrétisation de ce projet.
Ce sont finalement des protestants et des catholiques libéraux qui vont fonder le 19 novembre 1821, La Société de la morale chrétienne inspirée par un esprit œcuménique dont l'objet est l'application des préceptes du Christianisme dans la vie sociale. 
Les fondateurs furent le duc François Alexandre Frédéric de La Rochefoucauld-Liancourt, le comte Alexandre de Laborde, le baron Joseph-Marie de Gérando, le comte Charles Philibert de Lasteyrie (catholiques libéraux), le baron Charles-Auguste de Staël-Holstein, les pasteurs Goepp et Stapfer et le libraire Jean-Geoffroi Wurtz (protestants).
Elle se proposait de mettre en œuvre un évangile actif et utile. Les membres étaient donc des militants qui s'engagèrent dans des combats aussi difficiles que l'abolition de la traite des Noirs, l'amélioration des conditions d'incarcération ou bien encore l'aide aux réfugiés. Tocqueville, Thiers, Lamartine et Lafon de Ladebat en firent partie.  
Elle fut particulièrement active entre 1822 et 1827 dans le domaine de la lutte contre la traite des esclaves, recevant l'aide des Anglais sous forme de conseils, de documentation et d'encouragements ; elle entra en léthargie après la révolution de 1830 et surtout la mort d'Auguste de Staël en 1827. Elle fut dissoute en 1860 car très fragile au niveau structurel et trop dépendante d'initiatives personnelles. Leurs membres faisaient partie des élites cultivées, ce qui les coupait de la masse populaire.

## Politique anti-esclavagiste
La Société adopta une politique de soutien à l'émancipation progressive des esclaves et organisa des campagnes d'information sur les mauvais traitements qu'ils continuaient de subir malgré les progrès de la législation mise en place par la Monarchie de Juillet. Elle organisa un programme de rédemption à destination des jeunes mères pour que leurs enfants naissent libres. Elle ne radicalisa ses actions à l'encontre des propriétaires d'esclaves que tardivement, sous l'influence de François Alexandre Frédéric de La Rochefoucauld-Liancourt.